# Gillett Grove Township (comté de Clay, Iowa)
Gillett Grove Township est un township du comté de Clay, situé en Iowa, États-Unis. La population était de 385 habitants lors du recensement de 2000. 

## Géographie
Gillett Grove Township couvre 93,54 km² du comté de Clay et comporte deux villes, Gillett Grove et Greenville.
Selon l'USGS, le township contient un cimetière : Rosehill.